# Christof Lang
Christof Lang (* 5. November 1960 in München) ist ein deutscher Fernsehjournalist und Moderator.

## Leben
Nach seinem Abitur 1980 am Ludwigsgymnasium in München absolvierte er seinen Zivildienst an der Bayerischen Landesschule für Gehörlose. Im Jahr 1980 begann er ein Studium der Humanmedizin an der Ludwig-Maximilians-Universität München, um dann ein Jahr später dort das Studienfach zu wechseln. Von 1981 bis 1988 studierte er Politikwissenschaft, Neuere Geschichte und Kommunikationswissenschaft mit Diplom-Abschluss. Parallel dazu ließ er sich an der Deutschen Journalistenschule zum Redakteur ausbilden.
Von 1981 bis 1988 übte er eine freie Journalistentätigkeit in den Bereichen Print, Nachrichtenagentur, Hörfunk und Fernsehen aus. Im Jahr 1989 erfolgte der Wechsel als Redakteur ins Landesstudio München von RTL Plus. Von 1990 bis 1995 war er Studioleiter des Landesstudios München sowie Auslandskorrespondent für Südosteuropa und Asien. Die Einsatzgebiete lagen unter anderem in Kroatien, Bosnien, Serbien, der ČSFR, Bulgarien, Rumänien, Italien, der Schweiz, Österreich, Russland, Japan, China, auf den Philippinen und den USA. Von 1995 bis 1997 war er als Redaktionsleiter für die Nachrichtensendung RTL aktuell in Köln tätig. Er ist außerdem für n-tv tätig.
Im Jahr 1997 wurde er im Auslandskorrespondenteneinsatz Studioleiter im U.S. Bureau RTL Television, New York City. In dieser Funktion war er bei den Terroranschlägen auf das World Trade Center am 11. September 2001 vor Ort und während der über siebenstündigen Live-Berichterstattung wurde er immer wieder zu seinem Kollegen Peter Kloeppel ins Studio geschaltet.
Von Januar 2004 bis Dezember 2012 war er Redaktionsleiter und moderierte als Nachfolger von Heiner Bremer im Wechsel mit Ilka Eßmüller das RTL Nachtjournal.
Am 28. August 2004 heiratete Christof Lang seine ZDF-Kollegin Marietta Slomka im oberbayerischen Schliersee. Im Februar 2013 gaben sie ihre Trennung bekannt.
Zum 1. Januar 2013 wechselte er nach München zum Landesstudio Süd der infoNetwork, einem damaligen Produktionsunternehmen von RTL Deutschland, in dem er die Leitung übernahm.